# Saint-Michel-de-Double
Saint-Michel-de-Double település Franciaországban, Dordogne megyében. Lakosainak száma 228 fő (2022. január 1.). Saint-Michel-de-Double Échourgnac, Saint-Barthélemy-de-Bellegarde, Saint-Laurent-des-Hommes, Saint-Martin-l’Astier, Saint-Étienne-de-Puycorbier, Saint-André-de-Double, La Jemaye-Ponteyraud és La Jemaye községekkel határos.

## Népesség
A település népessége az elmúlt években az alábbi módon változott:
| Lakosok száma | 338  | 260  | 285  | 280  | 253  | 244  | 240  | 236  | 233  | 228  |
|               | 1968 | 1982 | 1990 | 2006 | 2013 | 2015 | 2017 | 2019 | 2020 | 2022 |